# Escut episcopal (Sant Adrià de Besòs)
L'Escut episcopal és un escut esculpit en pedra de Sant Adrià de Besòs (Barcelonès). És una obra protegida com a Bé Cultural d'Interès Local.

## Descripció
L'escut episcopal està fet en una llosa rectangular de pedra sorrenca. Està compartimentat en quatre parts i hi trobem els següents símbols: les puntes de tres llances, un pi, quatre franges paral·leles i ondulades amb tres estels de cinc puntes, i dues fulles simètriques. A sobre de l'escut hi ha representada una mitra de la qual surten dos cordons que formen un nus amb quatre borles als extrems.

## Història
Aquest escut sembla el que va manar fer Joan Sentís en el segle xvii, "curador" de la Tresoreria del Consell d'Aragó que podria ser pare del bisbe de Sant Adrià. Joan Sentís fou bisbe de Barcelona, virrei de Catalunya, del consell suprem d'Aragó i almoiner d'Anna d'Àustria. L'escut del bisbe Sentís fou traslladat des del palau del bisbe a l'església a l'abril de 1625. Fou col·locat al damunt de la llinda de la porta principal. L'any 1936 l'església va ser cremada i l'escut es va guardar fins que al 1945 es va col·locar a l'interior de la nova església.